# リフレインが叫んでる
「リフレインが叫んでる」（リフレインがさけんでる）は、松任谷由実が作詞・作曲した楽曲。松任谷由実のオリジナルアルバム『Delight Slight Light KISS』（1988年11月26日発売）に収録された。

## タイアップ
- 三菱自動車「新型ミラージュ」CMソング[1][2]（1988年）
- TBS系ドラマ23『東京ホテル物語』主題歌[3]（1989年）

## ドラマ化
- TBS『ルージュの伝言』[4]（1991年、第8話/主演・富田靖子）。
- TBS系『ユーミン・ドラマブックス』[5]（1991年、出演：有森也実、東幹久、渡辺満里奈）
- NHK『Yuming Films』[6]（2007年12月29日、第1話/監督：窪田崇、主演：本仮屋ユイカ）

## カバー
- A.S.A.P.（1991年） - アルバム『Refrain』に収録。
- 西城秀樹（1998年） - シングル「2Rから始めよう」c/wに収録。
- 河村隆一（2012年） - アルバム『The Voice 2』に収録。
- Aimer（2012年） - アルバム『Bitter & Sweet』に収録。
- 川畑要（2014年） - アルバム『ON THE WAY HOME』に収録。
- 井上陽水（2015年） - アルバム『UNITED COVER 2』に収録。
- JUJU（2022年）、アルバム『ユーミンをめぐる物語』に収録。